# Emapalumab
La molecola Emapalumab, commercializzato a nome Gamifant, è un anticorpo monoclonale anti-interferone gamma (IFNγ) usato per il trattamento della sindrome emofagocitica (HLH).

## Effetti collaterali
Gli effetti collaterali riscontrati negli studi clinici secondo la FDA sono infezioni (56%), pressione arteriosa alta (41%), reazioni durante l'infusione (27%), e febbre (24%). Effetti severi si sono verificati nella metà dei pazienti testati.

## Farmacologia

### Meccanismo d'azione
Nella prognosi della malattia HLH, la ipersecrezione di IFN-γ contribuisce alla patogenesi della malattia. Emapalumab neutralizza l'interferone IFN-γ, diminuendo gli effetti patologici.

### Farmacocinetica
Come altri anticorpi a base di polipeptidi, Emapalumab è eliminato nel normale catabolismo.

## Ricerca
Il nome di ricerca del Emapalumab era NI-0501.